# Pyöreinen
Pyöreinen eller Pyöresjärvi är en sjö i Finland. Den ligger i kommunerna Siilinjärvi, Kuopio och Lapinlax i landskapet Norra Savolax, i den centrala delen av landet, 400 km norr om huvudstaden Helsingfors. Pyöreinen ligger 122 meter över havet. Trakten runt Pyöreinen består i huvudsak av gräsmarker. Den är 11 meter djup. Arean är 69,8 hektar och strandlinjen är 4,31 kilometer lång. Sjön  ingår i Vuoksens huvudavrinningsområde. 